# هذیان‌گو (فیلم ۲۰۰۶)
هذیان‌گو یا شوریده (به انگلیسی: Delirious) فیلمی محصول سال ۲۰۰۶ و به کارگردانی تام دی‌چیلو است. در این فیلم بازیگرانی همچون استیو بوشمی، مایکل پیت، الیسون لومن، جینا گرشان، کالی تورن، کوین کوریگان، ریچارد شورت، الویس کاستلو، دیوید وین، ملیسا راوش، دنیس پارالاتو، ایمی هارگریوس، کریستینا کلیبه، فیلیپ بلوچ، تام آلدریج، دوریس بلیک، لین کوئن، کریستین شال، مینی درایور و رونالد گوتمن ایفای نقش کرده‌اند.
این داستان توبی گریس ۲۰ ساله (مایکل پیت) است که از یک زباله‌گرد بی‌خانمان در شهر نیویورک به دستیار یک پاپاراتزی عصبی و وسواسی، لس گالانتین (استیو بوشمی)، تبدیل می‌شود و سپس عاشق یک خوانندهٔ مشهور به نام کارما می‌شود.

## داستان
توبی، یک جوان بی‌خانمان، و لس زمانی با هم آشنا می‌شوند که توبی میان جمعی از پاپاراتزی‌ها که منتظر گرفتن عکس از خوانندهٔ پاپ مشهور، کارما لیدز (آلیسون لومن)، هستند، می‌آید. توبی داوطلب می‌شود که برای لس و دو همکارش قهوه بیاورد. در راه برگشت، یکی از عوامل کارما از داخل ساختمان جلوی او را می‌گیرد و می‌پرسد آیا عکاسان حواسشان جای دیگری است یا نه. وقتی توبی تأیید می‌کند که عکاسان نگاه نمی‌کنند، آن فرد کارما را از کنار او به سمت یک خودرو هدایت می‌کند. عکاسان متوجه شده و به سمت خودرو هجوم می‌برند و در این میان با توبی برخورد کرده و قهوه را روی زمین می‌ریزند.
آن شب، توبی بیرون آپارتمان لس به او نزدیک می‌شود و او را می‌ترساند. توبی ادعا می‌کند که باقی پول خرید قهوه را برگردانده، اما بعداً اعتراف می‌کند که بی‌خانمان است و از لس می‌خواهد که همان شب به او پناه دهد. لس قبول می‌کند و روز بعد توبی پیشنهاد می‌دهد که رایگان دستیارش باشد و لس هم می‌پذیرد.
آن شب، هنگامی که از یک مهمانی بیرون انداخته می‌شوند، لس و توبی به طور اتفاقی صحبت یک مدیر برنامهٔ هنرمندان را می‌شنوند که از عمل جراحی آلت تناسلی مردانهٔ موکلش، چاک سرلاین، می‌گوید. توبی آدرس را یادداشت می‌کند و فردا همراه لس به آن‌جا می‌روند. پس از مدتی انتظار، لس عکسی از سرلاین می‌گیرد که آن را «عکسی که در سراسر جهان شنیده شد» می‌نامد، هرچند فقط ۷۰۰ دلار بابت آن دریافت می‌کند.
لس، توبی را برای شام به خانهٔ والدینش می‌برد، جایی که او می‌بیند خانوادهٔ لس کار او را مبتذل می‌دانند و او را مایهٔ ناامیدی خطاب می‌کنند. توبی او را دلداری می‌دهد و لس پیشنهاد می‌کند که برای کمک به رؤیای بازیگر شدنش، عکس پرترهٔ حرفه‌ای او را رایگان بگیرد. اما همکاری‌شان وقتی دچار تنش می‌شود که کارما توبی را بدون لس به پشت صحنه می‌برد و باعث خشم لس می‌شود.
روز بعد، در آپارتمان لس، توبی تماسی از کارما دریافت می‌کند که او را به جشن تولدش دعوت می‌کند. توبی قبول می‌کند به شرطی که لس هم همراهش بیاید تا دل او را به دست آورد. در مهمانی، لس قولش به توبی را زیر پا می‌گذارد و پنهانی از کارما همراه الویس کاستلو عکس می‌گیرد. این باعث می‌شود هر دو را بیرون کنند. توبی به شدت از لس عصبانی می‌شود. لس وانمود می‌کند که کارت حافظهٔ دوربینش را در فنجان قهوه انداخته، در حالی که در واقع باتری دوربین را خارج کرده‌است، و به توبی پیشنهاد می‌دهد عکس‌هایش را چاپ کرده و به مسئولان انتخاب بازیگر نشان دهد.
روز بعد، توبی می‌گوید دل‌درد دارد و نمی‌تواند با لس برود. پس از رفتن لس، او می‌خواهد از خانه خارج شود اما متوجه می‌شود لس او را قفل کرده‌است. او به کامپیوتر لس دسترسی پیدا می‌کند و عکس‌های کارما و الویس کاستلو از مهمانی را پیدا می‌کند. با احساس خیانت، در را از پاشنه درمی‌آورد و فرار می‌کند.
مدتی بعد، توبی به یک بازیگر موفق تبدیل شده‌است. لس بارها از طریق مدیر برنامه‌اش تلاش می‌کند با او تماس بگیرد تا این که توبی سرانجام با او صحبت می‌کند. لس پیشنهاد می‌دهد که برای عذرخواهی با هم قهوه بخورند، اما توبی رد می‌کند. او در فیلمی عشقش به کارما را ابراز می‌کند که باعث شهرت فراوانش می‌شود.
در خانه، لس حسود دوربینی قدیمی را که پدرش به او داده و داخلش اسلحه‌ای مخفی شده پیدا می‌کند و تصمیم می‌گیرد توبی را بکشد. در مراسم فرش قرمز، زمانی که توبی همراه کارما روی فرش قرمز قدم می‌زند، لس دوربین را بالا می‌آورد تا به او شلیک کند، اما وقتی می‌بیند توبی کارما را می‌بوسد، منصرف می‌شود. هنگام رفتن، توبی او را می‌بیند و صدایش می‌زند. آن‌ها دست می‌دهند و لس نمای نزدیکی از چهرهٔ خندان توبی می‌گیرد. لس به او می‌گوید که برود و توبی همراه کارما وارد سالن می‌شود. لس، هرچند هنوز ناشناخته مانده، از موفقیت توبی خوشحال است.
پس از تیتراژ پایانی، لس در یک برنامهٔ خبری سرگرمی دیده می‌شود که دربارهٔ عکس توبی صحبت می‌کند، عکسی که مصاحبه‌کننده آن را «عکسی که در سراسر جهان شنیده شد» می‌نامد.